# Scenopinus namibensis
Scenopinus namibensis är en tvåvingeart som beskrevs av Kelsey 1976. Scenopinus namibensis ingår i släktet Scenopinus och familjen fönsterflugor.
Artens utbredningsområde är Namibia. Inga underarter finns listade i Catalogue of Life.